# اندرو وی. مک‌لاگلن
اندرو ویکتور مک‌لاگلن (انگلیسی: Andrew Victor McLaglen; ۲۸ ژوئیهٔ ۱۹۲۰ – ۳۰ اوت ۲۰۱۴) یک کارگردان سینما و تلویزیون آنگلو-آمریکایی بود.

## زندگی‌نامه
وی پسر ویکتور مک‌لاگلن و ایند لامونت بود.

## فیلم‌شناسی
- دود اسلحه (سریال تلویزیونی ۱۹۵۲ تا ۱۹۶۱)
- باندولرو! (۱۹۶۸)
- رژه احمقان (۱۹۷۱)
- آخرین مردان سرسخت (۱۹۷۶)
- چشم بیوه (۱۹۹۱)